# Hernioplastia umbilical
La hernioplastia umbilical es el nombre de una de las cirugías que corrigen una hernia umbilical, caracterizada por la colocación de materiales biológicos para el cierre o refuerzo del anillo umbilical. Los materiales más usados son hechos de poliéster, polipropileno y parches de politetrafluoroetileno (PTFE).
La operación consiste en una laparotomía que se realiza alrededor del ombligo, que es una de las áreas débiles del abdomen y el sitio de la común de herniación umbilical. Debido a la alta incidencia de recurrencias que se relatan con las técnicas anatómicas, actualmente se recomienda efectuar una reparación sin tensión, utilizando sistemáticamente prótesis en hernias con anillo mayor a 1 cm, incluso en todas las hernias sin importar el tamaño del defecto.

## Historia
El tratamiento quirúrgico de la hernia umbilical congénita fue iniciado por Lawson en 1884, método que se ha ido aplicando como terapéutica de elección en el presente. Muchos cirujanos han logrado series con 95 y
hasta el 100 % de curaciones con una tasa bruta de mortalidad del 0 %.

## Anestesia
Por lo general, la anestesia peridural es la habitual para la laparotomía correctora de una hernia umbilical, pero puede ser necesaria la anestesia general cuando el contenido de la hernia sea sospechosamente asas intestinales encarceradas o estranguladas. Puede usarse anestesia local en casos seleccionados. 

## Técnicas

### Técnica en espiral
La técnica en espiral consiste en cerrar el anillo umbilical y reforzarlo con un tapón de PTFE de 0,5 cm de ancho fijado a la aponeurosis con 4 puntos radiales. Por lo general es una técnica que se emplea cuando el anillo umbilical es pequeño, menor de 3-5 cm.

### Técnica en H
La técnica en H consiste en cerrar el anillo umbilical y reforzarlo con un tapón de polipropileno de 0,5 cm de ancho fijado a la aponeurosis con 4 puntos radiales. Por lo general es una técnica que se emplea cuando el anillo umbilical es pequeño, menor de 3-5 cm.

### Técnica supraaponeurótica
La técnica supraaponeurótica o técnica de Chevrel consiste en reforzar el anillo umbilical con una prótesis de poliéster o polipropileno después de cerrar el anillo umbilical. La colocación de PTFE suele verse acompañado con una mayor incidencia de seromas e intolerancia al contacto con el tejido subcutáneo. Por lo general es una técnica que se emplea cuando el anillo umbilical es de mediano tamaño, ente 5-10 cm.

### Técnica retromuscular
La técnica retromuscular o preperitoneal consiste en reforzar el anillo umbilical con una prótesis después de cerrar el anillo umbilical, dicha prótesis es suturada a los músculos rectos abdominales más próximos con el fin de reforzar la pared abdominal. Se puede usar cualquier material para el tapón protésico. Por lo general es una técnica que se emplea cuando el anillo umbilical es de mediano tamaño, entre 5-10 cm.

### Técnica intraperitoneal
La técnica intraperitoneal pura consiste en la colocación de una prótesis de PTFE intraperitoneal que sobrepase ampliamente los bordes del anillo umbilical. Esta es una técnica indicada para hernias umbilicales voluminosas y hernias recidivantes, es decir, que han sido operadas en el pasado sin efecto.

## Pediatría
La hernia umbilical es la única hernia de la infancia en el que el anillo herniario es capaz de disminuir de tamaño y revertir de manera espontánea en el curso de los primeros 12 meses de vida. Es por esa razón que en la mayoría de los casos no se efectúa el tratamiento quirúrgico. Solo amerita una intervención quirúrgica en los primeros 12 meses cuando:
- el orificio herniario tiene un diámetro mayor de 15 mm
- La piel que cubre el ombligo es de apariencia fina y presenta coloración azulada

La hernioplastia está indicada si la hernia umbilical en el niños persiste después de tres años, si aumenta de tamaño en vez de disminuir o si producen síntomas. La operación se realiza a través de una incisión alrededor de la parte baja del ombligo, es decir, una incisión transversal infraumbilical, de concavidad superior y que no deforma el ombligo.